# Brombach (Eberbach)
Brombach ist ein Stadtteil von Eberbach im Rhein-Neckar-Kreis in Baden-Württemberg.

## Geographische Lage
Brombach liegt etwa sechs Kilometer nordwestlich von Eberbach im südlichen Odenwald im Naturpark Neckartal-Odenwald als Exklave, die vom übrigen Stadtgebiet durch die hessische Stadt Hirschhorn (Neckar) und die hessische Stadt Oberzent getrennt ist. Die Gemarkung wird im Osten durch den Finkenbach und im Westen durch den Ulfenbach begrenzt und ist überwiegend bewaldet. Höchste Erhebung ist nördlich des Ortes der 510 Meter hohe Flockenbusch.

## Geschichte

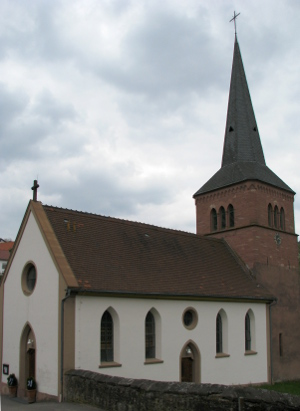
Evangelische Kirche

Der Ort gehörte ursprünglich zu Neckarsteinach und danach den Herren von Harfenberg auf der Harfenburg. Später war der Ort Speyrer Lehen der Herren von Hirschhorn. Bei der Hirschhorner Erbteilung 1393 kam Brombach an Eberhard von Hirschhorn. Die Gerichtsbarkeit des Ortes lag dagegen als Wormser Lehen bei den Herren Landschad von Steinach. 1743 kam der Ort mit dem Hirschhorner Erbe an die Freiherren von Metternich, nach deren Aussterben fiel der Ort zurück an das Hochstift Speyer und wurde schließlich 1802/03 badisch. Brombach wurde am 1. Januar 1975 nach Eberbach eingemeindet.
Die Maria-Magdalena-Kirche in Brombach war von alters her Filialkirche von Heddesbach. Nach der Reformation wurde Brombach nach Neckarsteinach eingepfarrt, wohin auch die Hälfte des großen Fruchtzehnten ging.

## Wappen
Die Blasonierung des Wappens lautet: In Silber eine wachsende, blaugewandete Heilige mit goldenem Nimbus, in der Rechten ein schwarzes Kreuz, in der Linken einen grünen Palmzweig haltend.
Das Wappen geht zurück auf ein Gerichtssiegel aus dem Jahr 1770. Vielleicht stellt die Heilige die Patronin des Speyerer Bistums Maria oder die Brombacher Kirchenpatronin Maria Magdalena dar. 1901 wurde das Wappen vom badischen Generallandesarchiv offiziell genehmigt.